# Convocazioni per la Coppa delle nazioni africane 2010
Elenco dei giocatori convocati da ciascuna nazionale partecipante alla Coppa delle nazioni africane 2010.
N.B.: Il Togo si è ritirato prima dell'inizio del torneo
L'età dei giocatori riportata è relativa al 10 gennaio, data di inizio della manifestazione.

## Gruppo A

### Angola
Coach:  Manuel José
|
| N. | Pos. | Giocatore        | Data nascita (età)          | Pres. | Reti | Squadra              |
| -- | ---- | ---------------- | --------------------------- | ----- | ---- | -------------------- |
| 1  | P    | Lamá             | 1º febbraio 1981 (28 anni)  | 37    | -?   | Petro Atlético       |
| 2  | D    | Manuel Jamuana   | 23 novembre 1984 (25 anni)  | 10    | 0    | Petro Atlético       |
| 3  | D    | Enoque Guilherme | 16 agosto 1987 (22 anni)    | 4     | 0    | Recreativo do Libolo |
| 4  | D    | Dias Caires      | 18 aprile 1978 (31 anni)    | 13    | 0    | Petro Atlético       |
| 5  | D    | Kali             | 11 ottobre 1978 (31 anni)   | 57    | 0    | svincolato           |
| 6  | C    | David Magalhães  | 24 febbraio 1988 (21 anni)  | 4     | 0    | Petro Atlético       |
| 7  | C    | Ricardo Job      | 27 settembre 1987 (22 anni) | 17    | 1    | Petro Atlético       |
| 8  | A    | Xara             | 10 ottobre 1981 (28 anni)   | 19    | 0    | Petro Atlético       |
| 9  | A    | Mantorras        | 18 marzo 1982 (27 anni)     | 30    | 5    | Benfica              |
| 10 | D    | Francisco Zuela  | 3 agosto 1983 (26 anni)     | 3     | 0    | Kuban'               |
| 11 | C    | Gilberto         | 21 settembre 1982 (27 anni) | 49    | 5    | Al-Ahly              |
| 12 | A    | Johnson Macabá   | 23 novembre 1978 (31 anni)  | 10    | 0    | Goiás                |
| 13 | P    | Carlos           | 18 dicembre 1979 (30 anni)  | 3     | -?   | Rio Ave              |
| 14 | A    | Djalma           | 30 maggio 1987 (22 anni)    | 9     | 1    | Marítimo             |
| 15 | D    | Rui Marques      | 3 settembre 1977 (32 anni)  | 16    | 0    | Leeds Utd            |
| 16 | A    | Flávio           | 30 dicembre 1979 (30 anni)  | 64    | 25   | Al-Shabab            |
| 17 | C    | Zé Kalanga       | 12 agosto 1983 (26 anni)    | 46    | 5    | Dinamo Bucarest      |
| 18 | A    | Love             | 14 marzo 1979 (30 anni)     | 54    | 8    | Primeiro de Agosto   |
| 19 | C    | Dédé             | 4 luglio 1981 (28 anni)     | 15    | 0    | Timișoara            |
| 20 | C    | Stélvio          | 24 gennaio 1989 (20 anni)   | 5     | 0    | Primeiro de Agosto   |
| 21 | C    | Mabiná           | 6 ottobre 1987 (22 anni)    | 8     | 0    | Petro Atlético       |
| 22 | P    | Wilson           | 22 luglio 1984 (25 anni)    | 0     | 0    | Recreativo da Caála  |
| 23 | A    | Manucho          | 7 marzo 1983 (26 anni)      | 23    | 8    | Real Valladolid      |

### Mali
Coach:  Stephen Keshi
|
| N. | Pos. | Giocatore                | Data nascita (età)          | Pres. | Reti | Squadra      |
| -- | ---- | ------------------------ | --------------------------- | ----- | ---- | ------------ |
| 1  | P    | Mahamadou Sidibé         | 4 ottobre 1978 (31 anni)    | 59    | -?   | Omonia       |
| 2  | D    | Ousmane Berthé           | 5 febbraio 1987 (22 anni)   | 1     | 0    | Jomo Cosmos  |
| 3  | D    | Adama Tamboura           | 18 maggio 1987 (22 anni)    | 34    | 0    | Metz         |
| 4  | C    | Samba Sow                | 29 aprile 1989 (20 anni)    | 1     | 0    | Lens         |
| 5  | D    | Souleymane Diamoutene    | 30 gennaio 1983 (26 anni)   | 44    | 1    | Bari         |
| 6  | C    | Mahamadou Diarra         | 18 maggio 1981 (28 anni)    | 60    | 6    | Real Madrid  |
| 7  | A    | Tenema N'Diaye           | 13 febbraio 1981 (28 anni)  | 15    | 3    | Nantes       |
| 8  | A    | Mamadou Diallo           | 17 aprile 1982 (27 anni)    | 38    | 9    | Le Havre     |
| 9  | A    | Mamadou Bagayoko         | 21 maggio 1979 (30 anni)    | 28    | 3    | Nizza        |
| 10 | A    | Modibo Maïga             | 3 settembre 1987 (22 anni)  | 13    | 2    | Le Mans      |
| 11 | C    | Mamadou Samassa          | 1º maggio 1986 (23 anni)    | 3     | 1    | Valenciennes |
| 12 | C    | Seydou Keita             | 16 gennaio 1980 (29 anni)   | 61    | 14   | Barcellona   |
| 13 | D    | Bakary Soumaré           | 9 novembre 1985 (24 anni)   | 9     | 0    | Boulogne     |
| 14 | C    | Abdou Traoré             | 17 gennaio 1988 (21 anni)   | 3     | 0    | Bordeaux     |
| 15 | C    | Bakaye Traoré            | 6 marzo 1985 (24 anni)      | 7     | 1    | Nancy        |
| 16 | P    | Soumbeïla Diakité        | 25 agosto 1984 (25 anni)    | 10    | -?   | Stade Malien |
| 17 | C    | Mahamane El-Hadji Traoré | 31 agosto 1988 (21 anni)    | 11    | 0    | Nizza        |
| 18 | C    | Mohamed Sissoko          | 22 gennaio 1985 (24 anni)   | 26    | 2    | Juventus     |
| 19 | A    | Frédéric Kanouté         | 22 settembre 1977 (32 anni) | 36    | 21   | Siviglia     |
| 20 | C    | Lassana Fané             | 11 novembre 1987 (22 anni)  | 6     | 1    | Al-Merrikh   |
| 21 | A    | Mustapha Yatabaré        | 26 gennaio 1986 (23 anni)   | 5     | 1    | Boulogne     |
| 22 | P    | Oumar Sissoko            | 22 luglio 1984 (25 anni)    | 2     | -?   | Metz         |
| 23 | D    | Abdoulaye Maïga          | 20 dicembre 1988 (21 anni)  | 2     | 0    | Stade Malien |

### Malawi
Coach:  Kinnah Phiri
|
| N. | Pos. | Giocatore             | Data nascita (età)          | Pres. | Reti | Squadra            |
| -- | ---- | --------------------- | --------------------------- | ----- | ---- | ------------------ |
| 1  | P    | Swadic Sanudi         | 21 ottobre 1983 (26 anni)   | 45    | -?   | Dynamos            |
| 2  | C    | Peter Mgangira        | 6 ottobre 1980 (29 anni)    | 22    | 1    | Silver Strikers    |
| 3  | D    | Moses Chavula         | 8 agosto 1985 (24 anni)     | 31    | 4    | Nathi Lions        |
| 4  | A    | Chiukepo Msowoya      | 23 settembre 1988 (21 anni) | 19    | 7    | APR                |
| 5  | D    | James Sangala         | 20 agosto 1986 (23 anni)    | 23    | 0    | Primeiro de Agosto |
| 6  | D    | Allan Kamanga         | 29 dicembre 1981 (28 anni)  | 29    | 0    | Dynamos            |
| 7  | D    | Peter Mponda          | 4 settembre 1981 (28 anni)  | 61    | 0    | Black Leopards     |
| 8  | C    | Jacob Ngwira          | 17 settembre 1985 (24 anni) | 11    | 1    | Carara Kicks       |
| 9  | A    | Russell Mwafulirwa    | 24 febbraio 1983 (26 anni)  | 28    | 7    | IFK Norrköping     |
| 10 | C    | Joseph Kamwendo       | 23 ottobre 1986 (23 anni)   | 35    | 1    | Orlando Pirates    |
| 11 | A    | Essau Kanyenda        | 27 settembre 1982 (27 anni) | 40    | 9    | KAMAZ              |
| 12 | D    | Elvis Kafoteka        | 17 gennaio 1978 (31 anni)   | 20    | 1    | Escom Utd          |
| 13 | D    | Hellings Mwakasungula | 5 maggio 1980 (29 anni)     | 20    | 1    | Silver Strikers    |
| 14 | A    | Victor Nyirenda       | 23 agosto 1988 (21 anni)    | 6     | 0    | MTL Wanderers      |
| 15 | C    | Robert Ng'ambi        | 11 settembre 1986 (23 anni) | 28    | 2    | Black Leopards     |
| 16 | P    | Simplex Nthala        | 24 febbraio 1988 (21 anni)  | 1     | -?   | MTL Wanderers      |
| 17 | A    | Jimmy Zakazaka        | 27 dicembre 1984 (25 anni)  | 21    | 2    | Bay United         |
| 18 | A    | Peter Wadabwa         | 14 settembre 1983 (26 anni) | 12    | 2    | Thanda Royal Zulu  |
| 19 | C    | Davi Banda            | 29 dicembre 1983 (26 anni)  | 17    | 0    | Red Lions          |
| 20 | A    | Atusaye Nyondo        | 25 luglio 1988 (21 anni)    | 8     | 1    | Carara Kicks       |
| 21 | D    | Maupo Msowoya         | 14 marzo 1982 (27 anni)     | 33    | 0    | Escom Utd          |
| 22 | P    | Charles Swini         | 28 febbraio 1985 (24 anni)  | 1     | -?   | Escom Utd          |
| 23 | D    | Harry Nyirenda        | 25 agosto 1990 (19 anni)    | 2     | 0    | MTL Wanderers      |

### Algeria
Coach:  Rabah Saâdane
|
| N. | Pos. | Giocatore           | Data nascita (età)         | Pres. | Reti | Squadra             |
| -- | ---- | ------------------- | -------------------------- | ----- | ---- | ------------------- |
| 1  | P    | Mohamed Ousserir    | 5 febbraio 1978 (31 anni)  | 5     | -?   | CR Belouizdad       |
| 2  | D    | Madjid Bougherra    | 7 ottobre 1982 (27 anni)   | 33    | 3    | Rangers             |
| 3  | D    | Nadir Belhadj       | 18 giugno 1982 (27 anni)   | 37    | 5    | Portsmouth          |
| 4  | D    | Antar Yahia         | 21 marzo 1982 (27 anni)    | 40    | 6    | Bochum              |
| 5  | D    | Rafik Halliche      | 2 settembre 1986 (23 anni) | 9     | 0    | Nacional            |
| 6  | C    | Yazid Mansouri      | 25 febbraio 1978 (31 anni) | 58    | 0    | Lorient             |
| 7  | C    | Yacine Bezzaz       | 10 luglio 1981 (28 anni)   | 17    | 3    | Strasburgo          |
| 8  | C    | Khaled Lemmouchia   | 6 dicembre 1981 (28 anni)  | 13    | 0    | ES Sétif            |
| 9  | A    | Abdelkader Ghezzal  | 5 dicembre 1984 (25 anni)  | 10    | 3    | Siena               |
| 10 | A    | Rafik Saïfi         | 23 ottobre 1986 (23 anni)  | 57    | 19   | Al-Khor             |
| 11 | D    | Slimane Raho        | 20 ottobre 1975 (34 anni)  | 45    | 0    | ES Sétif            |
| 12 | D    | Réda Babouche       | 3 luglio 1979 (30 anni)    | 1     | 0    | MC Alger            |
| 13 | A    | Karim Matmour       | 25 giugno 1985 (24 anni)   | 16    | 1    | Borussia M'gladbach |
| 14 | D    | Abdelkader Laïfaoui | 9 luglio 1981 (28 anni)    | 3     | 0    | ES Sétif            |
| 15 | C    | Karim Ziani         | 17 agosto 1982 (27 anni)   | 46    | 4    | Wolfsburg           |
| 16 | P    | Fawzi Chaouchi      | 5 dicembre 1984 (25 anni)  | 3     | -?   | ES Sétif            |
| 17 | D    | Samir Zaoui         | 3 giugno 1976 (33 anni)    | 21    | 0    | ASO Chlef           |
| 18 | C    | Hameur Bouazza      | 22 febbraio 1985 (24 anni) | 10    | 1    | Blackpool           |
| 19 | C    | Hassan Yebda        | 14 maggio 1984 (25 anni)   | 2     | 0    | Portsmouth          |
| 20 | C    | Mourad Meghni       | 16 aprile 1984 (25 anni)   | 5     | 0    | Lazio               |
| 21 | A    | Abdelmalek Ziaya    | 23 gennaio 1984 (25 anni)  | 0     | 0    | Al-Ittihad          |
| 22 | C    | Djamel Abdoun       | 14 febbraio 1986 (23 anni) | 0     | 0    | Nantes              |
| 23 | P    | Mohamed Zemmamouche | 2 gennaio 1985 (25 anni)   | 0     | 0    | MC Alger            |

## Gruppo B

### Costa d'Avorio
Coach:  Vahid Halilhodžić
|
| N. | Pos. | Giocatore          | Data nascita (età)          | Pres. | Reti | Squadra              |
| -- | ---- | ------------------ | --------------------------- | ----- | ---- | -------------------- |
| 1  | P    | Boubacar Barry     | 30 dicembre 1979 (30 anni)  | 39    | -?   | Lokeren              |
| 2  | D    | Benjamin Angoua    | 28 novembre 1986 (23 anni)  | 5     | 0    | Honvéd               |
| 3  | D    | Arthur Boka        | 2 aprile 1983 (26 anni)     | 53    | 0    | Stoccarda            |
| 4  | D    | Kolo Touré         | 19 marzo 1981 (28 anni)     | 72    | 2    | Manchester City      |
| 5  | C    | Didier Zokora      | 14 dicembre 1980 (29 anni)  | 78    | 1    | Siviglia             |
| 6  | D    | Yaya Touré         | 13 maggio 1983 (26 anni)    | 43    | 5    | Barcellona           |
| 7  | C    | Emerse Faé         | 24 gennaio 1984 (25 anni)   | 35    | 1    | Nizza                |
| 8  | A    | Salomon Kalou      | 5 agosto 1985 (24 anni)     | 23    | 10   | Chelsea              |
| 9  | C    | Cheik Tioté        | 5 dicembre 1984 (25 anni)   | 3     | 0    | Twente               |
| 10 | A    | Gervinho           | 27 maggio 1987 (22 anni)    | 10    | 2    | Lilla                |
| 11 | A    | Didier Drogba      | 11 marzo 1978 (31 anni)     | 59    | 40   | Chelsea              |
| 12 | D    | Abdoulaye Méïté    | 6 ottobre 1980 (29 anni)    | 47    | 1    | West Bromwich        |
| 13 | C    | Jean-Jacques Gosso | 15 marzo 1983 (26 anni)     | 4     | 0    | Monaco               |
| 14 | A    | Bakari Koné        | 17 settembre 1981 (28 anni) | 38    | 9    | Olympique Marsiglia  |
| 15 | A    | Aruna Dindane      | 26 novembre 1980 (29 anni)  | 52    | 17   | Portsmouth           |
| 16 | P    | Aristide Zogbo     | 30 dicembre 1981 (28 anni)  | 5     | -?   | Maccabi Netanya      |
| 17 | C    | Siaka Tiéné        | 22 febbraio 1982 (27 anni)  | 50    | 1    | Valenciennes         |
| 18 | C    | Abdul Kader Keïta  | 6 agosto 1981 (28 anni)     | 50    | 10   | Galatasaray          |
| 19 | C    | Emmanuel Koné      | 31 dicembre 1986 (23 anni)  | 10    | 0    | Int. Curtea de Argeș |
| 20 | D    | Guy Demel          | 13 giugno 1981 (28 anni)    | 23    | 0    | Amburgo              |
| 21 | D    | Emmanuel Eboué     | 4 giugno 1983 (26 anni)     | 51    | 1    | Arsenal              |
| 22 | D    | Souleymane Bamba   | 13 gennaio 1985 (24 anni)   | 10    | 0    | Hibernian            |
| 23 | P    | Vincent Angban     | 2 febbraio 1985 (24 anni)   | 1     | -?   | ASEC Mimosas         |

### Burkina Faso
Coach:  Paulo Duarte
|
| N. | Pos. | Giocatore                | Data nascita (età)         | Pres. | Reti | Squadra                   |
| -- | ---- | ------------------------ | -------------------------- | ----- | ---- | ------------------------- |
| 1  | P    | Daouda Diakité           | 30 marzo 1983 (26 anni)    | 13    | -?   | Al-Mokawloon              |
| 2  | D    | Moussa Ouattara          | 31 dicembre 1981 (28 anni) | 27    | 0    | Kaiserslautern            |
| 3  | D    | Ibrahim Gnanou           | 8 novembre 1986 (23 anni)  | 6     | 0    | Alanija Vladikavkaz       |
| 4  | D    | Mamadou Tall             | 4 dicembre 1982 (27 anni)  | 31    | 0    | União Leiria              |
| 5  | C    | Mohamed Koffi            | 30 dicembre 1986 (23 anni) | 5     | 1    | Petrojet                  |
| 6  | D    | Bakary Koné              | 27 aprile 1988 (21 anni)   | 11    | 0    | Guingamp                  |
| 7  | C    | Florent Rouamba          | 31 dicembre 1986 (23 anni) | 17    | 1    | Sheriff Tiraspol          |
| 8  | C    | Mahamoudou Kéré          | 2 gennaio 1982 (28 anni)   | 35    | 2    | Charleroi                 |
| 9  | A    | Moumouni Dagano          | 3 gennaio 1981 (29 anni)   | 43    | 20   | Al-Khor                   |
| 10 | A    | Wilfried Sanou           | 16 marzo 1984 (25 anni)    | 14    | 3    | Colonia                   |
| 11 | A    | Jonathan Pitroipa        | 12 aprile 1986 (23 anni)   | 18    | 2    | Amburgo                   |
| 12 | D    | Saïdou Panandétiguiri    | 22 marzo 1984 (25 anni)    | 31    | 1    | União Leiria              |
| 13 | C    | Issouf Ouattara          | 7 ottobre 1988 (21 anni)   | 6     | 1    | União Leiria              |
| 14 | C    | Patrick Zoundi           | 19 luglio 1982 (27 anni)   | 15    | 0    | Fortuna Düsseldorf        |
| 15 | A    | Narcisse Yaméogo         | 19 ottobre 1980 (29 anni)  | 19    | 4    | Muğan                     |
| 16 | P    | Adama Sawadogo           | 20 gennaio 1990 (19 anni)  | 1     | -?   | ASFA-Yennenga             |
| 17 | D    | Paul Koulibaly           | 24 marzo 1986 (23 anni)    | 16    | 0    | Al-Ittihad Tripoli        |
| 18 | C    | Charles Kaboré           | 9 febbraio 1988 (21 anni)  | 18    | 1    | Olympique Marsiglia       |
| 19 | A    | Yssouf Koné              | 19 febbraio 1982 (27 anni) | 9     | 3    | CFR Cluj                  |
| 20 | C    | Abdoul Aziz Nikiema      | 12 giugno 1985 (24 anni)   | 12    | 1    | Q. Zhongneng              |
| 21 | A    | Habib Bamogo             | 8 maggio 1982 (27 anni)    | 3     | 1    | Nizza                     |
| 22 | P    | Germain Sanou            | 26 maggio 1992 (17 anni)   | 0     | 0    | Centre Saint-Étienne Bobo |
| 23 | D    | Wilfried Benjamin Balima | 20 marzo 1985 (24 anni)    | 2     | 0    | Sheriff Tiraspol          |

### Ghana
Coach:  Milovan Rajevac
|
| N. | Pos. | Giocatore              | Data nascita (età)         | Pres. | Reti  | Squadra          |
| -- | ---- | ---------------------- | -------------------------- | ----- | ----- | ---------------- |
| 1  | P    | Philemon McCarthy      | 4 agosto 1983 (26 anni)    | 2     | -?    | Hearts of Oak    |
| 2  | D    | Hans Sarpei            | 28 giugno 1976 (33 anni)   | 24    | 0     | Bayer Leverkusen |
| 3  | A    | Asamoah Gyan           | 22 novembre 1985 (24 anni) | 32    | 16    | Rennes           |
| 4  | A    | Ransford Osei          | 5 dicembre 1990 (19 anni)  | 0     | 0     | Twente           |
| 5  | D    | John Mensah            | 29 novembre 1982 (27 anni) | 62    | 0     | Sunderland       |
| 6  | c    | Anthony Annan          | 21 luglio 1986 (23 anni)   | 27    | 1     | Rosenborg        |
| 7  | D    | Samuel Inkoom          | 22 agosto 1989 (20 anni)   | 8     | 0     | Basilea          |
| 8  | C    | Michael Essien         | 3 dicembre 1982 (27 anni)  | 50    | 9     | Chelsea          |
| 9  | C    | Opoku Agyemang         | 7 giugno 1989 (20 anni)    | 3     | 0     | Al-Sadd          |
| 10 | C    | Kwadwo Asamoah         | 9 dicembre 1988 (21 anni)  | 7     | 1     | Udinese          |
| 11 | C    | Moussa Narry           | 19 aprile 1986 (23 anni)   | 4     | 0     | Le Mans          |
| 12 | D    | Lee Addy               | 7 luglio 1990 (19 anni)    | 3     | 0     | Berekum Chelsea  |
| 13 | C    | André Ayew             | 17 dicembre 1989 (20 anni) | 12    | 0     | Arles            |
| 14 | A    | Matthew Amoah          | 24 ottobre 1980 (29 anni)  | 34    | 13    | NAC Breda        |
| 15 | D    | Isaac Vorsah           | 21 giugno 1988 (21 anni)   | 8     | 0     | Hoffenheim       |
| 16 | P    | Daniel Adjei           | 10 novembre 1989 (20 anni) | 1     | -?    | Liberty Prof.    |
| 17 | C    | Ibrahim Ayew           | 16 aprile 1988 (21 anni)   | 1     | 0     | Zamalek          |
| 18 | D    | Eric Addo              | 9 febbraio 1988 (21 anni)  | 40    | 0     | Roda JC          |
| 19 | C    | Emmanuel Agyemang-Badu | 2 dicembre 1990 (19 anni)  | 6     | 0     | Berekum Arsenal  |
| 20 | A    | Dominic Adiyiah        | 29 novembre 1989 (20 anni) | 1     | 0     | Milan            |
| 21 | D    | Harrison Afful         | 24 giugno 1986 (23 anni)   | 17    | 0     | Espérance        |
| 22 | P    | Richard Kingson        | 13 giugno 1978 (31 anni)   | 69    | 1; -? | Wigan            |
| 23 | C    | Haminu Dramani         | 1º aprile 1986 (23 anni)   | 38    | 4     | Lokomotiv Mosca  |

### Togo
Coach:  Hubert Velud
|
| N. | Pos. | Giocatore          | Data nascita (età)         | Pres. | Reti | Squadra            |
| -- | ---- | ------------------ | -------------------------- | ----- | ---- | ------------------ |
| 1  | P    | Kodjovi Obilalé    | 8 ottobre 1984 (25 anni)   | 5     | -?   | GSI Pontivy        |
| 2  | D    | Vincent Bossou     | 7 febbraio 1986 (23 anni)  | 1     | 0    | Maranatha          |
| 3  | D    | Kwami Eninful      | 20 novembre 1984 (25 anni) | 10    | 0    | Monastir           |
| 4  | A    | Emmanuel Adebayor  | 26 febbraio 1984 (25 anni) | 42    | 18   | Manchester City    |
| 5  | D    | Serge Akakpo       | 15 ottobre 1987 (22 anni)  | 11    | 0    | Vaslui             |
| 6  | D    | Abdoul-Gafar Mamah | 24 agosto 1985 (24 anni)   | 37    | 0    | Sheriff Tiraspol   |
| 7  | C    | Moustapha Salifou  | 1º giugno 1983 (26 anni)   | 46    | 6    | Aston Villa        |
| 8  | A    | Komlan Amewou      | 15 dicembre 1983 (26 anni) | 31    | 2    | Strømsgodset       |
| 9  | A    | Thomas Dossevi     | 6 marzo 1979 (30 anni)     | 25    | 1    | Nantes             |
| 10 | C    | Floyd Ayité        | 15 febbraio 1988 (21 anni) | 8     | 2    | Nancy              |
| 11 | A    | Jonathan Ayité     | 22 luglio 1985 (24 anni)   | 7     | 2    | Nîmes              |
| 12 | D    | Éric Akoto         | 20 luglio 1980 (29 anni)   | 32    | 1    | OFI Creta          |
| 13 | D    | Richmond Forson    | 3 maggio 1980 (29 anni)    | 18    | 0    | Thouars Foot 79    |
| 14 | D    | Akimsola Boussari  | 10 marzo 1988 (21 anni)    | 3     | 0    | Difaâ El Jadida    |
| 15 | C    | Alaixys Romao      | 18 gennaio 1984 (25 anni)  | 30    | 0    | Grenoble           |
| 16 | P    | Kossi Agassa       | 2 luglio 1978 (31 anni)    | 47    | -?   | Istres             |
| 17 | A    | Serge Gakpé        | 7 maggio 1987 (22 anni)    | 3     | 0    | Monaco             |
| 18 | C    | Yao Junior Sènaya  | 19 aprile 1984 (25 anni)   | 33    | 3    | Dibba Al Hisn      |
| 19 | C    | Sapol Mani         | 5 giugno 1991 (18 anni)    | 2     | 0    | Al-Ittihad Tripoli |
| 20 | C    | Guillaume Brenner  | 1º febbraio 1986 (23 anni) | 4     | 0    | Alkī Larnaca       |
| 21 | A    | Liyabé Kpatoumbi   | 25 maggio 1986 (23 anni)   | 2     | 0    | ASKO Kara          |
| 22 | P    | Baba Tchagouni     | 31 dicembre 1990 (19 anni) | 1     | -?   | Digione            |
| 23 | D    | Assimiou Touré     | 1º gennaio 1988 (22 anni)  | 10    | 0    | Bayer Leverkusen   |

## Gruppo C

### Egitto
Coach:  Hassan Shehata
|
| N. | Pos. | Giocatore             | Data nascita (età)          | Pres. | Reti | Squadra                |
| -- | ---- | --------------------- | --------------------------- | ----- | ---- | ---------------------- |
| 1  | P    | Essam El-Hadary       | 15 gennaio 1973 (36 anni)   | 108   | -?   | Ismaily                |
| 2  | D    | Mahmoud Fathallah     | 12 febbraio 1982 (27 anni)  | 22    | 0    | Zamalek                |
| 3  | D    | Ahmed Al-Muhammadi    | 9 settembre 1987 (22 anni)  | 30    | 0    | ENPPI                  |
| 4  | C    | Moatasem Salem        | 2 settembre 1980 (29 anni)  | 3     | 0    | Ismaily                |
| 5  | D    | Abdel El-Saqua        | 30 gennaio 1974 (35 anni)   | 108   | 4    | Eskişehirspor          |
| 6  | D    | Hany Said             | 22 aprile 1980 (29 anni)    | 65    | 0    | Zamalek                |
| 7  | C    | Ahmed Fathy           | 10 novembre 1984 (25 anni)  | 62    | 2    | Al-Ahly                |
| 8  | C    | Hosny Abd Rabo        | 1º novembre 1984 (25 anni)  | 65    | 13   | Shabab Al-Ahli         |
| 9  | A    | Mohamed Zidan         | 11 dicembre 1981 (28 anni)  | 26    | 6    | Borussia Dortmund      |
| 10 | A    | Emad Motaeb           | 20 febbraio 1983 (26 anni)  | 53    | 22   | Al-Ahly                |
| 11 | C    | Ahmed Eid Abdel Malek | 15 maggio 1980 (29 anni)    | 33    | 5    | Haras El-Hodood        |
| 12 | C    | Hossam Ghaly          | 20 luglio 1980 (29 anni)    | 29    | 2    | Al-Nassr               |
| 13 | D    | Abdelaziz Tawfik      | 24 maggio 1986 (23 anni)    | 7     | 0    | ENPPI                  |
| 14 | D    | Sayed Moawad          | 25 maggio 1979 (30 anni)    | 44    | 0    | Al-Ahly                |
| 15 | A    | Geddo                 | 30 ottobre 1984 (25 anni)   | 1     | 0    | Al-Ittihad Alessandria |
| 16 | P    | Wahid                 | 3 giugno 1977 (32 anni)     | 27    | -?   | Zamalek                |
| 17 | C    | Ahmed Hassan          | 2 maggio 1975 (34 anni)     | 162   | 28   | Al-Ahly                |
| 18 | C    | Shikabala             | 5 marzo 1986 (23 anni)      | 10    | 1    | Zamalek                |
| 19 | C    | Mohamed Abdel-Shafy   | 1º luglio 1985 (24 anni)    | 1     | 0    | Zamalek                |
| 20 | D    | Wael Gomaa            | 3 agosto 1975 (34 anni)     | 82    | 0    | Al-Ahly                |
| 21 | A    | Ahmed Raouf           | 15 settembre 1982 (27 anni) | 7     | 1    | ENPPI                  |
| 22 | A    | Al-Sayed Hamdy        | 1º marzo 1984 (25 anni)     | 3     | 0    | Petrojet               |
| 23 | P    | Mahmoud Abou El-Saoud | 30 novembre 1987 (22 anni)  | 1     | -?   | El Mansoura            |

### Nigeria
Coach:  Shaibu Amodu
|
| N. | Pos. | Giocatore              | Data nascita (età)         | Pres. | Reti | Squadra             |
| -- | ---- | ---------------------- | -------------------------- | ----- | ---- | ------------------- |
| 1  | P    | Vincent Enyeama        | 9 agosto 1982 (27 anni)    | 46    | -?   | Hapoel Tel Aviv     |
| 2  | D    | Joseph Yobo            | 6 settembre 1980 (29 anni) | 63    | 4    | Everton             |
| 3  | D    | Taye Taiwo             | 16 aprile 1985 (24 anni)   | 36    | 4    | Olympique Marsiglia |
| 4  | A    | Nwankwo Kanu           | 1º agosto 1976 (33 anni)   | 79    | 12   | Portsmouth          |
| 5  | D    | Obinna Nwaneri         | 18 marzo 1982 (27 anni)    | 32    | 1    | Sion                |
| 6  | D    | Danny Shittu           | 2 settembre 1980 (29 anni) | 20    | 0    | Bolton              |
| 7  | A    | Chinedu Obasi          | 1º giugno 1986 (23 anni)   | 4     | 0    | Hoffenheim          |
| 8  | A    | Yakubu Aiyegbeni       | 22 novembre 1982 (27 anni) | 44    | 17   | Everton             |
| 9  | A    | Obafemi Martins        | 28 ottobre 1984 (25 anni)  | 25    | 15   | Wolfsburg           |
| 10 | C    | Mikel John Obi         | 22 aprile 1987 (22 anni)   | 22    | 2    | Chelsea             |
| 11 | A    | Peter Odemwingie       | 15 luglio 1981 (28 anni)   | 40    | 6    | Lokomotiv Mosca     |
| 12 | P    | Austin Ejide           | 8 aprile 1984 (25 anni)    | 18    | -?   | Hapoel Petah Tiqwa  |
| 13 | C    | Ayila Yussuf           | 4 novembre 1984 (25 anni)  | 20    | 1    | Dinamo Kiev         |
| 14 | C    | Seyi Olofinjana        | 30 giugno 1980 (29 anni)   | 43    | 0    | Hull City           |
| 15 | C    | Sani Kaita             | 2 maggio 1986 (23 anni)    | 11    | 0    | Monaco              |
| 16 | A    | Kalu Uche              | 15 novembre 1982 (27 anni) | 15    | 1    | Almería             |
| 17 | D    | Chidi Odiah            | 17 dicembre 1983 (26 anni) | 19    | 1    | CSKA Mosca          |
| 18 | A    | Victor Obinna          | 25 marzo 1987 (22 anni)    | 23    | 5    | Malaga              |
| 19 | D    | Yusuf Mohamed          | 1º luglio 1985 (24 anni)   | 6     | 0    | Sion                |
| 20 | C    | Dickson Etuhu          | 8 giugno 1982 (27 anni)    | 7     | 0    | Fulham              |
| 21 | D    | Uwa Elderson Echiéjilé | 20 gennaio 1988 (21 anni)  | 4     | 0    | Rennes              |
| 22 | D    | Onyekachi Apam         | 30 dicembre 1985 (24 anni) | 9     | 0    | Nizza               |
| 23 | P    | Dele Aiyenugba         | 20 novembre 1983 (26 anni) | 9     | -?   | Bnei Yehuda         |

### Mozambico
Coach:  Mart Nooij
|
| N. | Pos. | Giocatore        | Data nascita (età)          | Pres. | Reti | Squadra              |
| -- | ---- | ---------------- | --------------------------- | ----- | ---- | -------------------- |
| 1  | P    | Bino             | 9 agosto 1982 (27 anni)     | 4     | -?   | Liga Desportiva      |
| 2  | D    | Hagi             | 29 maggio 1985 (24 anni)    | 20    | 2    | Ferroviário Maputo   |
| 3  | C    | Genito           | 3 marzo 1979 (30 anni)      | 22    | 1    | Nea Salamis          |
| 4  | C    | Simão            | 23 luglio 1988 (21 anni)    | 19    | 0    | Panathīnaïkos        |
| 5  | D    | Paíto            | 5 luglio 1982 (27 anni)     | 24    | 0    | Sion                 |
| 6  | D    | Mano             | 28 aprile 1984 (25 anni)    | 24    | 0    | ENPPI                |
| 7  | C    | Domingues        | 13 novembre 1983 (26 anni)  | 27    | 4    | M. Sundowns          |
| 8  | A    | Fumo             | 22 settembre 1979 (30 anni) | 20    | 1    | Olympiakos Nicosia   |
| 9  | A    | Tico-Tico        | 16 agosto 1973 (36 anni)    | 52    | 16   | Jomo Cosmos          |
| 10 | A    | Dário            | 27 febbraio 1977 (32 anni)  | 33    | 13   | SuperSport Utd       |
| 11 | A    | Hélder           | 20 settembre 1987 (22 anni) | 4     | 0    | Maxaquene            |
| 12 | P    | Kapango          | 14 settembre 1975 (34 anni) | 27    | -?   | Tersana              |
| 13 | D    | Fanuel           | 19 dicembre 1982 (27 anni)  | 17    | 1    | Liga Desportiva      |
| 14 | C    | Danito           | 5 giugno 1983 (26 anni)     | 14    | 1    | Ferroviário Maputo   |
| 15 | D    | Whiskey          | 6 maggio 1986 (23 anni)     | 13    | 0    | Ferroviário Maputo   |
| 16 | D    | Miro             | 30 aprile 1982 (27 anni)    | 24    | 2    | Platinum Stars       |
| 17 | C    | Zé Luís          | 24 gennaio 1991 (18 anni)   | 3     | 0    | Baladeyet El-Mahalla |
| 18 | D    | Dário Khan       | 24 gennaio 1984 (25 anni)   | 20    | 0    | Al-Kharitiyath       |
| 19 | D    | Zainadine Júnior | 24 giugno 1988 (21 anni)    | 1     | 0    | Desportivo Maputo    |
| 20 | C    | Josemar          | 7 agosto 1987 (22 anni)     | 10    | 1    | Costa do Sol         |
| 21 | D    | Campira          | 9 aprile 1982 (27 anni)     | 13    | 0    | Maxaquene            |
| 22 | P    | Lamá             | 15 gennaio 1985 (24 anni)   | 0     | 0    | Liga Desportiva      |
| 23 | D    | Mexer            | 8 settembre 1987 (22 anni)  | 10    | 0    | Sporting Lisbona     |

### Benin
Coach:  Michel Dussuyer
|
| N. | Pos. | Giocatore          | Data nascita (età)          | Pres. | Reti  | Squadra             |
| -- | ---- | ------------------ | --------------------------- | ----- | ----- | ------------------- |
| 1  | P    | Yoann Djidonou     | 17 maggio 1986 (23 anni)    | 16    | -?    | FC Libourne         |
| 2  | D    | Junior Salomon     | 8 aprile 1986 (23 anni)     | 0     | 0     | ASPAC               |
| 3  | D    | Khaled Adenon      | 14 novembre 1990 (19 anni)  | 25    | 1     | Bastia              |
| 4  | C    | Djiman Koukou      | 23 luglio 1988 (21 anni)    | 9     | 1     | Évian TG            |
| 5  | D    | Damien Chrysostome | 24 maggio 1982 (27 anni)    | 43    | 0     | Denizlispor         |
| 6  | D    | Réda Johnson       | 21 marzo 1988 (21 anni)     | 3     | 0     | Plymouth            |
| 7  | C    | Romuald Boco       | 8 luglio 1985 (24 anni)     | 35    | 1     | Sligo Rovers        |
| 8  | A    | Razak Omotoyossi   | 8 ottobre 1985 (24 anni)    | 31    | 15    | Metz                |
| 9  | A    | Mohamed Aoudou     | 30 novembre 1989 (20 anni)  | 3     | 2     | Évian TG            |
| 10 | A    | Nouhoum Kobéna     | 27 febbraio 1977 (32 anni)  | 11    | 0     | Al-Madina           |
| 11 | C    | Mouritala Ogunbiyi | 10 ottobre 1983 (26 anni)   | 32    | 6     | Guingamp            |
| 12 | D    | Félicien Singbo    | 25 ottobre 1980 (29 anni)   | 15    | 0     | Lokomotiv Plovdiv   |
| 13 | C    | Pascal Angan       | 19 aprile 1986 (23 anni)    | 4     | 0     | Wydad Casablanca    |
| 14 | A    | Mickaël Poté       | 24 settembre 1989 (20 anni) | 10    | 0     | Nizza               |
| 15 | C    | Gérard Adanhoume   | 26 novembre 1986 (23 anni)  | 0     | 0     | Soleil              |
| 16 | P    | Rachad Chitou      | 18 settembre 1979 (30 anni) | 26    | -?; 1 | Wikki Tourists      |
| 17 | C    | Stéphane Sessègnon | 21 giugno 1984 (25 anni)    | 32    | 4     | Paris Saint-Germain |
| 18 | C    | Séïdath Tchomogo   | 13 agosto 1985 (24 anni)    | 20    | 0     | East Riffa          |
| 19 | C    | Jocelyn Ahouéya    | 19 dicembre 1985 (24 anni)  | 42    | 2     | Sion                |
| 20 | C    | Arnaud Séka        | 30 ottobre 1985 (24 anni)   | 0     | 0     | Tonnerre d'Abomey   |
| 21 | D    | Mouftaou Adou      | 10 aprile 1991 (18 anni)    | 2     | 0     | ASPAC               |
| 22 | P    | Valère Amoussou    | 10 marzo 1987 (22 anni)     | 1     | -?    | ASOS Porto-Novo     |
| 23 | D    | Emmanuel Imorou    | 16 settembre 1988 (21 anni) | 0     | 0     | Gueugnon            |

## Gruppo D

### Camerun
Coach:  Paul Le Guen
|
| N. | Pos. | Giocatore             | Data nascita (età)          | Pres. | Reti | Squadra             |
| -- | ---- | --------------------- | --------------------------- | ----- | ---- | ------------------- |
| 1  | P    | Idriss Carlos Kameni  | 18 febbraio 1984 (25 anni)  | 53    | -?   | Espanyol            |
| 2  | C    | Gilles Augustin Binya | 29 agosto 1984 (25 anni)    | 12    | 0    | Neuchâtel Xamax     |
| 3  | D    | Nicolas N'Koulou      | 27 marzo 1990 (19 anni)     | 7     | 0    | Monaco              |
| 4  | D    | Rigobert Song         | 1º luglio 1976 (33 anni)    | 125   | 4    | Trabzonspor         |
| 5  | D    | Aurélien Chedjou      | 20 giugno 1985 (24 anni)    | 4     | 0    | Lilla               |
| 6  | D    | Alexandre Song        | 9 settembre 1987 (22 anni)  | 15    | 0    | Arsenal             |
| 7  | C    | Landry N'Guémo        | 28 novembre 1985 (24 anni)  | 14    | 1    | Celtic              |
| 8  | C    | Geremi                | 20 dicembre 1978 (31 anni)  | 107   | 11   | Ankaragücü          |
| 9  | A    | Samuel Eto'o          | 10 marzo 1981 (28 anni)     | 87    | 41   | Inter               |
| 10 | C    | Achille Emana         | 5 giugno 1982 (27 anni)     | 27    | 4    | Real Betis          |
| 11 | C    | Jean Makoun           | 29 maggio 1983 (26 anni)    | 41    | 3    | Olympique Lione     |
| 12 | D    | Henri Bedimo          | 4 giugno 1984 (25 anni)     | 2     | 0    | Châteauroux         |
| 13 | C    | Somen Tchoyi          | 29 marzo 1983 (26 anni)     | 10    | 2    | Salisburgo          |
| 14 | A    | Paul Alo'o Efoulou    | 24 settembre 1989 (20 anni) | 6     | 0    | Nancy               |
| 15 | A    | Pierre Webó           | 20 gennaio 1982 (27 anni)   | 34    | 12   | Maiorca             |
| 16 | P    | Souleymanou Hamidou   | 22 novembre 1973 (36 anni)  | 18    | -?   | Kayserispor         |
| 17 | A    | Mohamadou Idrissou    | 8 marzo 1980 (29 anni)      | 23    | 4    | Friburgo            |
| 18 | C    | Eyong Enoh            | 23 marzo 1986 (23 anni)     | 7     | 0    | Ajax                |
| 19 | D    | Stéphane M'Bia        | 20 maggio 1986 (23 anni)    | 26    | 3    | Olympique Marsiglia |
| 20 | C    | Georges Mandjeck      | 9 dicembre 1988 (21 anni)   | 1     | 0    | Kaiserslautern      |
| 21 | D    | Joël Matip            | 8 agosto 1991 (18 anni)     | 0     | 0    | Schalke 04          |
| 22 | P    | Guy N'dy Assembé      | 28 febbraio 1986 (23 anni)  | 0     | 0    | Valenciennes        |
| 23 | D    | André Bikey           | 8 gennaio 1985 (25 anni)    | 22    | 1    | Burnley             |

### Gabon
Coach:  Alain Giresse
|
| N. | Pos. | Giocatore                  | Data nascita (età)          | Pres. | Reti | Squadra           |
| -- | ---- | -------------------------- | --------------------------- | ----- | ---- | ----------------- |
| 1  | P    | Didier Ovono               | 23 gennaio 1983 (26 anni)   | 36    | -?   | Le Mans           |
| 2  | D    | Georges Ambourouet         | 1º maggio 1986 (23 anni)    | 29    | 1    | Makedonija G.P.   |
| 3  | C    | Arsène Copa                | 7 giugno 1988 (21 anni)     | 7     | 0    | Győri ETO         |
| 4  | D    | Erwin Nguéma               | 7 marzo 1983 (26 anni)      | 6     | 0    | Cotonsport Garoua |
| 5  | D    | Bruno Ecuele Manga         | 16 luglio 1988 (21 anni)    | 16    | 2    | Angers            |
| 6  | D    | Ernest Akouassaga          | 16 settembre 1985 (24 anni) | 16    | 0    | Nantes            |
| 7  | C    | Stéphane N'Guéma           | 20 novembre 1984 (25 anni)  | 19    | 5    | Zarea Bălți       |
| 8  | A    | Daniel Cousin              | 2 febbraio 1977 (32 anni)   | 20    | 5    | Hull City         |
| 9  | A    | Pierre-Emerick Aubameyang  | 18 giugno 1989 (20 anni)    | 7     | 2    | Lilla             |
| 10 | C    | Étienne Alain Djissikadié  | 5 gennaio 1977 (33 anni)    | 35    | 2    | TP Mazembe        |
| 11 | A    | Éric Mouloungui            | 1º aprile 1984 (25 anni)    | 19    | 5    | Nizza             |
| 12 | A    | Willy Aubameyang           | 16 febbraio 1987 (22 anni)  | 2     | 0    | Eupen             |
| 13 | C    | Bruno Mbanangoyé           | 15 luglio 1980 (29 anni)    | 40    | 7    | Sivasspor         |
| 14 | C    | Paul Kessany               | 16 marzo 1985 (24 anni)     | 34    | 0    | Istres            |
| 15 | D    | Arsène Do Marcolino        | 26 novembre 1986 (23 anni)  | 6     | 0    | Les Herbiers      |
| 16 | P    | Boris-Claude Nguéma Békalé | 7 dicembre 1984 (25 anni)   | 7     | -?   | USM Libreville    |
| 17 | D    | Moïse Brou Apanga          | 4 febbraio 1982 (27 anni)   | 15    | 1    | Brest             |
| 18 | C    | Cédric Moubamba            | 14 ottobre 1979 (30 anni)   | 63    | 3    | Dhofar            |
| 19 | D    | Rodrigue Moundounga        | 28 agosto 1982 (27 anni)    | 44    | 1    | Mangasport        |
| 20 | A    | Fabrice Do Marcolino       | 14 marzo 1983 (26 anni)     | 13    | 2    | Laval             |
| 21 | C    | Thierry Issiémou           | 31 marzo 1983 (26 anni)     | 29    | 2    | Monastir          |
| 22 | P    | Yves Bitséki               | 23 aprile 1983 (26 anni)    | 0     | 0    | Bitam             |
| 23 | A    | Roguy Méyé                 | 7 ottobre 1986 (23 anni)    | 19    | 6    | Ankaragücü        |

### Zambia
Coach:  Hervé Renard
|
| N. | Pos. | Giocatore           | Data nascita (età)          | Pres. | Reti | Squadra                |
| -- | ---- | ------------------- | --------------------------- | ----- | ---- | ---------------------- |
| 1  | P    | Kalililo Kakonje    | 1º giugno 1985 (24 anni)    | 14    | -?   | AmaZulu                |
| 2  | C    | Francis Kasonde     | 1º settembre 1986 (23 anni) | 19    | 2    | Al-Suwaiq              |
| 3  | D    | Dennis Banda        | 10 dicembre 1988 (21 anni)  | 18    | 0    | Green Buffaloes        |
| 4  | D    | Joseph Musonda      | 30 maggio 1977 (32 anni)    | 59    | 0    | Golden Arrows          |
| 5  | D    | Hichani Himoonde    | 1º agosto 1986 (23 anni)    | 14    | 2    | TP Mazembe             |
| 6  | D    | Emmanuel Mbola      | 10 maggio 1993 (16 anni)    | 16    | 0    | P'yownik               |
| 7  | A    | Jacob Mulenga       | 12 febbraio 1984 (25 anni)  | 27    | 4    | Utrecht                |
| 8  | C    | Isaac Chansa        | 23 marzo 1984 (25 anni)     | 27    | 0    | Helsingborg            |
| 9  | A    | Collins Mbesuma     | 3 febbraio 1984 (25 anni)   | 28    | 12   | Moroka Swallows        |
| 10 | C    | Felix Katongo       | 18 aprile 1984 (25 anni)    | 35    | 4    | M. Sundowns            |
| 11 | C    | Christopher Katongo | 31 agosto 1982 (27 anni)    | 51    | 10   | Arminia Bielefeld      |
| 12 | A    | James Chamanga      | 2 febbraio 1980 (29 anni)   | 32    | 10   | Dalian Shide           |
| 13 | D    | Stophira Sunzu      | 22 giugno 1989 (20 anni)    | 11    | 2    | Zanaco                 |
| 14 | C    | Noah Chivuta        | 25 dicembre 1983 (26 anni)  | 13    | 1    | Durban City            |
| 15 | D    | Kampamba Chintu     | 28 dicembre 1980 (29 anni)  | 19    | 0    | AmaZulu                |
| 16 | P    | Kennedy Mweene      | 11 dicembre 1984 (25 anni)  | 45    | 0    | Free State Stars       |
| 17 | C    | Rainford Kalaba     | 14 agosto 1986 (23 anni)    | 40    | 4    | União Leiria           |
| 18 | A    | Given Singuluma     | 19 luglio 1986 (23 anni)    | 14    | 3    | TP Mazembe             |
| 19 | D    | Thomas Nyrienda     | 28 febbraio 1986 (23 anni)  | 9     | 0    | Zanaco                 |
| 20 | C    | William Njovu       | 4 marzo 1987 (22 anni)      | 13    | 2    | Hapoel Ironi K. Shmona |
| 21 | A    | Emmanuel Mayuka     | 21 novembre 1990 (19 anni)  | 15    | 3    | Maccabi Tel Aviv       |
| 22 | P    | Jacob Banda         | 11 febbraio 1988 (21 anni)  | 11    | -?   | ZESCO Utd              |
| 23 | C    | Clifford Mulenga    | 5 agosto 1987 (22 anni)     | 16    | 1    | Mpumalanga Black Aces  |

### Tunisia
Coach:  Faouzi Benzarti
|
| N. | Pos. | Giocatore           | Data nascita (età)          | Pres. | Reti | Squadra         |
| -- | ---- | ------------------- | --------------------------- | ----- | ---- | --------------- |
| 1  | P    | Adel Nefzi          | 16 marzo 1974 (35 anni)     | 0     | 0    | Club Africain   |
| 2  | D    | Khaled Souissi      | 20 maggio 1985 (24 anni)    | 11    | 0    | Club Africain   |
| 3  | D    | Karim Haggui        | 20 gennaio 1984 (25 anni)   | 59    | 5    | Hannover 96     |
| 4  | D    | Radhouène Felhi     | 25 marzo 1984 (25 anni)     | 14    | 2    | Monaco 1860     |
| 5  | D    | Ammar Jemal         | 20 aprile 1987 (22 anni)    | 7     | 1    | Étoile du Sahel |
| 6  | C    | Hocine Ragued       | 11 febbraio 1983 (26 anni)  | 20    | 0    | Slavia Praga    |
| 7  | C    | Chaouki Ben Saada   | 1º luglio 1984 (25 anni)    | 34    | 4    | Nizza           |
| 8  | C    | Khaled Korbi        | 16 dicembre 1985 (24 anni)  | 8     | 0    | Espérance       |
| 9  | A    | Amine Chermiti      | 26 dicembre 1987 (22 anni)  | 18    | 2    | Al-Ittihad      |
| 10 | C    | Oussama Darragi     | 3 aprile 1987 (22 anni)     | 12    | 3    | Espérance       |
| 11 | D    | Souhail Ben Radhia  | 26 agosto 1985 (24 anni)    | 1     | 0    | Étoile du Sahel |
| 12 | D    | Khalil Chemmam      | 24 luglio 1987 (22 anni)    | 2     | 0    | Espérance       |
| 13 | C    | Chadi Hammami       | 14 giugno 1986 (23 anni)    | 8     | 0    | Sfaxien         |
| 14 | C    | Haytham Mrabet      | 15 ottobre 1980 (29 anni)   | 3     | 0    | Sfaxien         |
| 15 | A    | Zouheir Dhaouadi    | 1º gennaio 1988 (22 anni)   | 5     | 0    | Club Africain   |
| 16 | P    | Aymen Mathlouthi    | 14 settembre 1984 (25 anni) | 14    | -?   | Étoile du Sahel |
| 17 | A    | Issam Jemâa         | 28 gennaio 1984 (25 anni)   | 41    | 15   | Lens            |
| 18 | D    | Yassin Mikari       | 9 gennaio 1983 (27 anni)    | 17    | 1    | Sochaux         |
| 19 | A    | Youssef Msakni      | 28 ottobre 1990 (19 anni)   | 0     | 0    | Espérance       |
| 20 | C    | Mohamed Ali Nafkha  | 25 gennaio 1986 (23 anni)   | 7     | 0    | Étoile du Sahel |
| 21 | D    | Bilel Ifa           | 9 marzo 1990 (19 anni)      | 2     | 0    | Club Africain   |
| 22 | P    | Farouk Ben Mustapha | 1º luglio 1989 (20 anni)    | 0     | 0    | Bizertin        |
| 23 | A    | Ahmed Akaïchi       | 23 febbraio 1989 (20 anni)  | 0     | 0    | Étoile du Sahel |

## Giocatori per campionato
al 10 gennaio 2010
| Paese       | Giocatori | Percentuale |
| ----------- | --------- | ----------- |
| Totale      | 345       |             |
| Francia     | 59        | 17,10%      |
| Egitto      | 26        | 7,54%       |
| Inghilterra | 24        | 6,96%       |
| Sudafrica   | 23        | 6,67%       |
| Germania    | 20        | 5,80%       |
| Tunisia     | 18        | 5,22%       |
| Angola      | 12        | 3,48%       |
| Spagna      | 11        | 3,19%       |
| Mozambico   | 10        | 2,90%       |
| Altri       | 142       | 41.16%      |